# Proisotominae
Sous-famille
Les Proisotominae sont une sous-famille de collemboles de la famille des Isotomidae.

## Liste des genres
Selon Checklist of the Collembola of the World (version du 6 septembre 2019) :
- Ballistura Börner, 1906
- Bellisotoma Soto-Adames, Giordano & Christiansen, 2013
- Clavisotoma Ellis, 1970
- Cliforga Wray, 1952
- Dimorphotoma Grinbergs, 1975
- Folsomides Stach, 1922
- Folsomina Denis, 1931
- Granisotoma Stach, 1947
- Guthriella muskegis Börner, 1906
- Isotopenola Potapov, Babenko, Fjellberg & Greenslade, 2009
- Mucrotoma Rapoport & Rubio, 1963
- Narynia Martynova, 1967
- Proisotoma Börner, 1901
- Scutisotoma Bagnall, 1949
- Strenzketoma Potapov, Babenko & Fjellberg, 2006
- Subisotoma Stach, 1947
- † Burmisotoma Christiansen & Nascimbene, 2006
- † Villusisotoma Christiansen & Nascimbene, 2006

## Publication originale
- Stach, 1947  : The Apterygotan fauna of Poland in relation to the world-fauna of this group of insects. Family : Isotomidae Acta Monographica Musei Historiae Naturalis, Kraków, p. 1-488.